# Carronia pedicellata
Carronia pedicellata är en tvåhjärtbladig växtart som beskrevs av Lewis Leonard Forman. Carronia pedicellata ingår i släktet Carronia och familjen Menispermaceae. Inga underarter finns listade i Catalogue of Life.